# Bejahung (Soziologie)
Bejahung ist ein Begriff, der von Ferdinand Tönnies (1855–1936) in die Soziologie eingeführt wurde. Bejahung bildet eine Kategorie zur Wesensbestimmung des Sozialen und ist nach Tönnies als ein expliziter Forschungsgegenstand der Soziologie zu begreifen. Nach Tönnies besteht das Soziale, als empirisch erfass- und erfahrbare Wirklichkeit, nur aus einem gemeinsamen Wollen, also aus der gegenseitigen Bejahung der Subjekte.